# Pižma (Pečora)
Pižma (rus. Пижма) je rijeka u Republici Komi u Rusiji, pritok Pečore. Duga je 283 km, s površinom porječja od 5470 km2.

## Porječje i tok rijeke
Pižma teče jugoistočno iz jezera Jamozero, skreće prema istoku, a zatim prema sjeveru i ulijeva se u Pečoru kod Ust-Cilme, gdje se i Ciljma spaja s Pečorom. Rijeka se smrzava krajem listopada ili početkom studenog i ostaje zaleđena do kraja travnja ili početka svibnja. Pižma je plovna duž svog donjeg toka.